# Pedra Michaux
La Pedra Michaux, és un kudurru de pedra gravada, -estela usualment de forma rectangular o fàl·lica i amb la part superior arrodonida-, data del segle xii aC. de l'època dels cassites, que es van estendre per Mesopotàmia a la zona dels rius Tigris i Eufrates i que van conquerir Babilònia el 1531 aC. fins a 1155 aC., que van ser enderrocats pels elamites. La pedra Michaux s'exhibeix a la Biblioteca Nacional de París, (França).

## Troballa i història
Està escrita en llengua accàdia mitjançant símbols cuneïformes i va ser descoberta el 1786 per André Michaux (7 de març de 1746 - 11 d'octubre de 1802), un botànic, briòleg i explorador francès.
La inscripció relata el tipus del terreny que un pare regala com a dot de noces a la seva filla, l'estela va ser dipositada en un temple dedicat al déu Nabu. La pedra Michaux, va ser el primer testimoni de la civilització mesopotàmica que va arribar a l'Europa moderna.

## Característiques
- Alçada: 45 cm.
- Material: basalt.
- Conté inscripcions i dibuixos referits a diversos déus.
- Forma: rectangular/fàl·lica.